# Черняевский лес

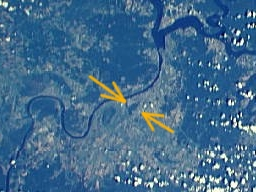
Черняевский лес на спутниковом фото Перми

Черня́евский лес — лесопарк, расположенный в черте города Перми, на территории Индустриального и Дзержинского районов, особо охраняемая природная территория. Общая площадь лесопарка по состоянию на 2019 год — более 685 га. Является частью системы городских лесов Перми и находится под управлением МКУ «Пермское городское лесничество». Применяется также название Балатовский лес.

## История названия
Первоначально Черняевский лес имел название Светловский (или Светлинский) — по названию берущей в нём начало речки Светлой, впадающей в Данилиху.
В конце 1920-х годов интенсивно застраивался жилой посёлок около станции Пермь II. Дома строились на средства железнодорожников жилищно-строительным кооперативом, наиболее успешным председателем которого был Роман Илларионович Черняев (1880—1938) — бывший стрелочник станции Пермь II, первый временный председатель профсоюзной организации железнодорожников. К 1933 году в посёлке было построено около 30 домов. В 1936—1938 годах Черняев был руководителем секции благоустройства и членом президиума Кагановичского районного совета депутатов. В 1938 году он был арестован и обвинён в антисоветской деятельности, умер в тюрьме ещё до суда, реабилитирован в 2001 году. Посёлок в официальных документах назывался Железнодорожным, но в народной памяти он остался как Черняевский.
Посёлок примыкал с севера к нынешней территории лесопарка в его восточной части. В 1930-х годах лесной массив площадью около 700 га, ограниченный с южной стороны Казанским трактом, был назван Парковой дачей. В 1981 году восточная часть Парковой дачи, называемая к тому времени Черняевским лесом, была внесена в список ботанических памятников природы Пермской области. Впоследствии название Черняевский лес получила вся территория лесного массива.
Применяемое жителями второе название леса — Балатовский — происходит от располагавшейся на другой стороне Казанского тракта до 1940-х годов деревни Балатова (названной, возможно, по фамилии основателя поселения). На плане Перми 1908 года обозначена проходящая через лесной массив дорога с подписью «дорога из дер. Балатовой в скотобойню». Сама деревня обозначена на плане Перми 1926 года. Впоследствии деревня переросла в посёлок Балатово.

## Примечательные события
Исторические события, связанные с лесопарком:
- 1997 — открытие Центра отдыха ветеранов;
- 2000 — отнесение лесопарка решением Пермской городской думы к особо охраняемым природным территориям;
- 2001—2002 — начало обсуждения вопроса о строительстве здесь пермского зоопарка.

## Геоморфология
Территория лесопарка расположена на трёх надпойменных террасах Камы. Юго-западная и южная часть относятся к первой террасе, с относительно выровненных рельефом и уклоном в 1—2° в сторону реки Мулянка. Абсолютные высоты 96—100 м. Глубина залегания грунтовых вод менее двух метров. Северную и центральную части лесопарка занимает вторая терраса. Поверхность здесь характеризуется наличием небольших оврагов, с заболоченными участками. Абсолютная высота 100—110 метров, глубина подземных вод 2—4 метра. Восточная часть лесопарка относится к третьей террасе, с высотами в 110—125 метров и эрозионно-аккумулятивным характером поверхности. Грунтовые воды залегают на глубинах до 6 м.

## Антропогенная нагрузка

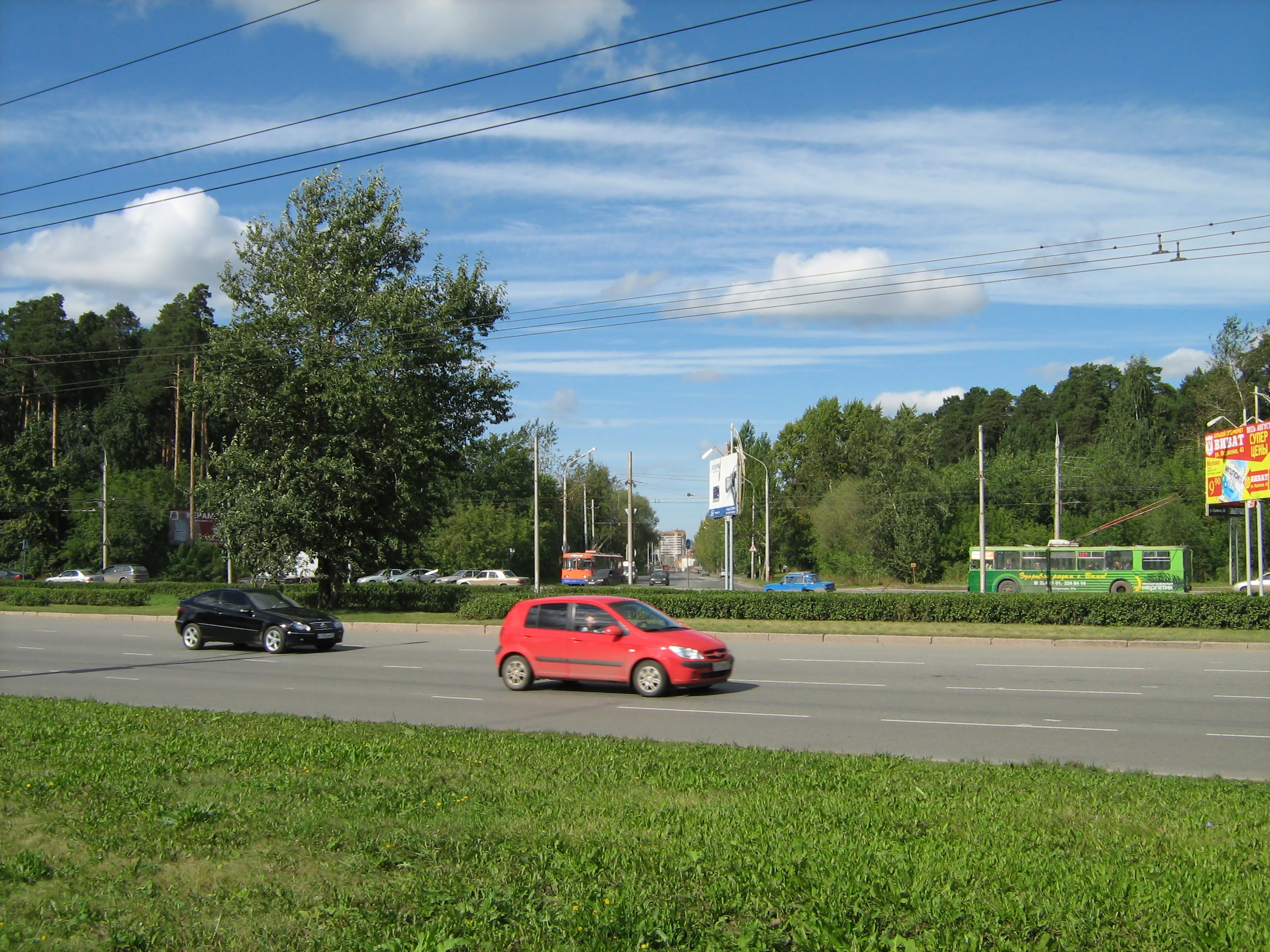
Черняевский лес и выход улицы Подлесной на Шоссе Космонавтов

Со всех сторон лесопарк окружен автомагистралями, которые воздействуют на него даже сильнее, чем выбросы промышленных предприятий. Это формирует загрязнение атмосферы лесопарка диоксидом азота, бенз(а)пиреном, формальдегидом, диоксидом серы, сажей. Почвы на границе лесопарка также загрязнены, наблюдаются превышения ПДК по никелю и хрому, хотя с удалением от автодорог концентрация металлов снижается.
В 2012—2013 годах администрация Пермского края планировала использовать часть Черняевского леса для размещения зоопарка. Большинство учёных Пермского края в области охраны природы крайне негативно высказались о каком-либо строительстве на этой особо охраняемой природной территории (ООПТ «Черняевский лес»). Отмечалось, что пока в результате антропогенного воздействия наблюдается частичная деградация экосистем, но она носит обратимый характер. Однако вмешательство в естественные процессы в виде вырубок и строительства зоопарка приведут к необратимым последствиям. Министерство природных ресурсов России также не поддержало строительство зоопарка на этой территории.

## Гидросфера
На территории лесопарка находится несколько естественных водотоков, однако нарушение их гидрологического режима застройкой прилегающих территорий и прокладкой ливневого коллектора через всю территорию Черняевского леса в 1950—1970-х годах привело к тому, что значительная часть территории оказалась заболоченной.
В настоящее время в Черняевском лесу протекает река Костянка и несколько ручьёв. Водотоки в летнее время пересыхают из-за изменения гидрологического режима в результате антропогенной деятельности.

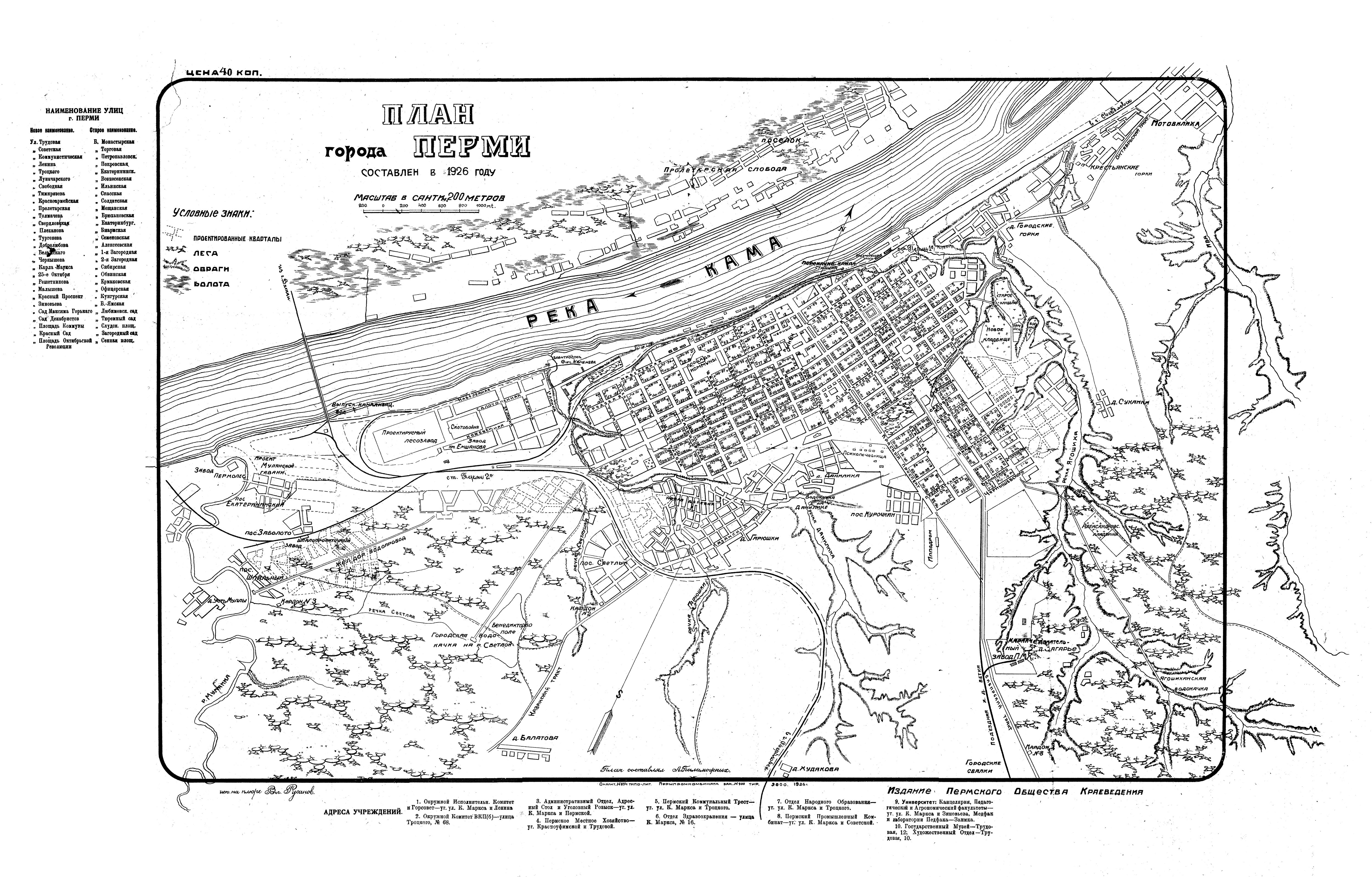
Речки Светлая и Светлушка на плане Перми 1926 года

До середины XX века естественное русло от истока до устья имели, например, такие малые реки, как Светлая, впадающая в Мулянку, и Светлушка, впадающая в Данилиху. О качестве водотоков в начале XX века свидетельствует тот факт, что в русле речки Светлой был устроен водосборный колодец, вода из которого поступала в общественный городской водопровод.
Вода в реках на территории лесопарка обладает минерализацией от 150 до 900 мг/л, средней жесткости (4—8 мг-экв/л), слабощелочная (рН 6,9—7,7), в целом соответствует санитарно-гигиеническим требованиям, за исключением водотока у спорткомплекса «Нефтяник», в южной части лесопарка. Там наблюдается десятикратное превышение ПДК по железу.

## Флора
Основные породы деревьев, произрастающие в лесопарке, — сосна обыкновенная, ель сибирская, пихта сибирская. Также представлены берёза, ольха и осина. Существуют искусственные посадки деревьев, нетипичных для природы Пермского края: яблоня сибирская, груша уссурийская, клён ясенелистный, клён остролистный, черёмуха Маака и черёмуха пенсильванская, сирень венгерская и другие виды. В целом встречается 15 типов леса, что уникально для такой небольшой территории. Сосновые леса занимают 47 % территории, еловые — 13 %, березовые — 10 %.
Всего выявлено 127 видов сосудистых растений, в том числе охраняемые в Пермском крае гудайера ползучая и прострел раскрытый. На полянах произрастают более 50 видов растений, большинство из них — травянистые многолетники, среди которых есть пищевые, лекарственные, кормовые и сорные растения. 14 видов растений, произрастающих в лесопарке, — редкие и нуждаются в охране.
Летом 2009 года на территории лесопарка было обнаружено краснокнижное растение — Лилия кудреватая (Lilium martagon).

## Фауна
В лесопарке обитает множество видов птиц, белки, раньше обитали лоси, встречались зайцы, но в настоящее время антропогенное воздействие ухудшило состояние растительного и животного мира лесопарка.
На территории лесопарка встречается 3 вида амфибий, 4 — рептилий, 109 видов птиц (в том числе 50 — гнездящихся), около 20 видов млекопитающих.

## Парк культуры и отдыха «Балатово»
На территории лесопарка 1 февраля 1967 года был основан Центральный парк культуры и отдыха «Балатово». По намеченному в конце 1930-х годов генеральному плану застройки города уже предусматривалось создание такого парка на базе Черняевского леса, который тогда назывался Парковая дача. К отложенному проекту парка вернулись в 1960-е годы. Разработкой проекта занимались проектный институт Мосгоркоммунхоза и «Пермгражданпроект» (архитектор И. А. Плотникова). В 1970-е годы парк занимал площадь 162 га.
В 2009 году архитектором Сергеем Шамариным был предложен проект реконструкции парка.
На 2016 год площадь Парка культуры и отдыха «Балатово» (в соответствии с техническими паспортами, актами обследования) составляла 166 097 м², то есть примерно 17 га.